# Baronmosen
Baronmosen er en gammel tørvegrav sydøst for Mårslet. Navnet kommer af, at den har hørt under baroniet Vilhelmsborg, hvor Gyldenkrone baronerne sad frem til 1923. Nu ejes stedet af Århus Kommune, mens den praktiske pleje foretages af elever fra Jordbrugets UddannelsesCenter Århus. Natur- og miljøgruppen under Mårslet Fællesråd har opsynet med tilstand og udvikling i mosen.
Mosen og området omkring er rigt på dyre og planteliv. Mosen er omkranset af rød-el og gråpil. Der findes også gråand, blishøne, grønbenet rørhøne.  Rundt langs vandkanten står stammerne af døde træer, det giver mosen sit helt eget præg. 
I området er der etableret en afmærket vandresti, "Sporet ved Bredballegård". Stien er en del af projektet Spor i Landskabet. 

## Ekstern henvisning
- Sporet ved Bredballegård
- Natur- og miljøgruppens bog om naturen i Mårslet